# Famille Cenci
La famille Cenci  ou Cenci Bolognetti est une famille princière romaine, célèbre par ses richesses, ses crimes et ses malheurs. La famille compta notamment un pape (le pape Jean X) et quatre cardinaux (Tiberio Cenci, Baldassare Cenci senior, Serafino Cenci et Baldassare Cenci iuniore) et possédait les titres de prince de Vicovaro, de patricien romain et de marquis de Rocca Priora.

## Histoire

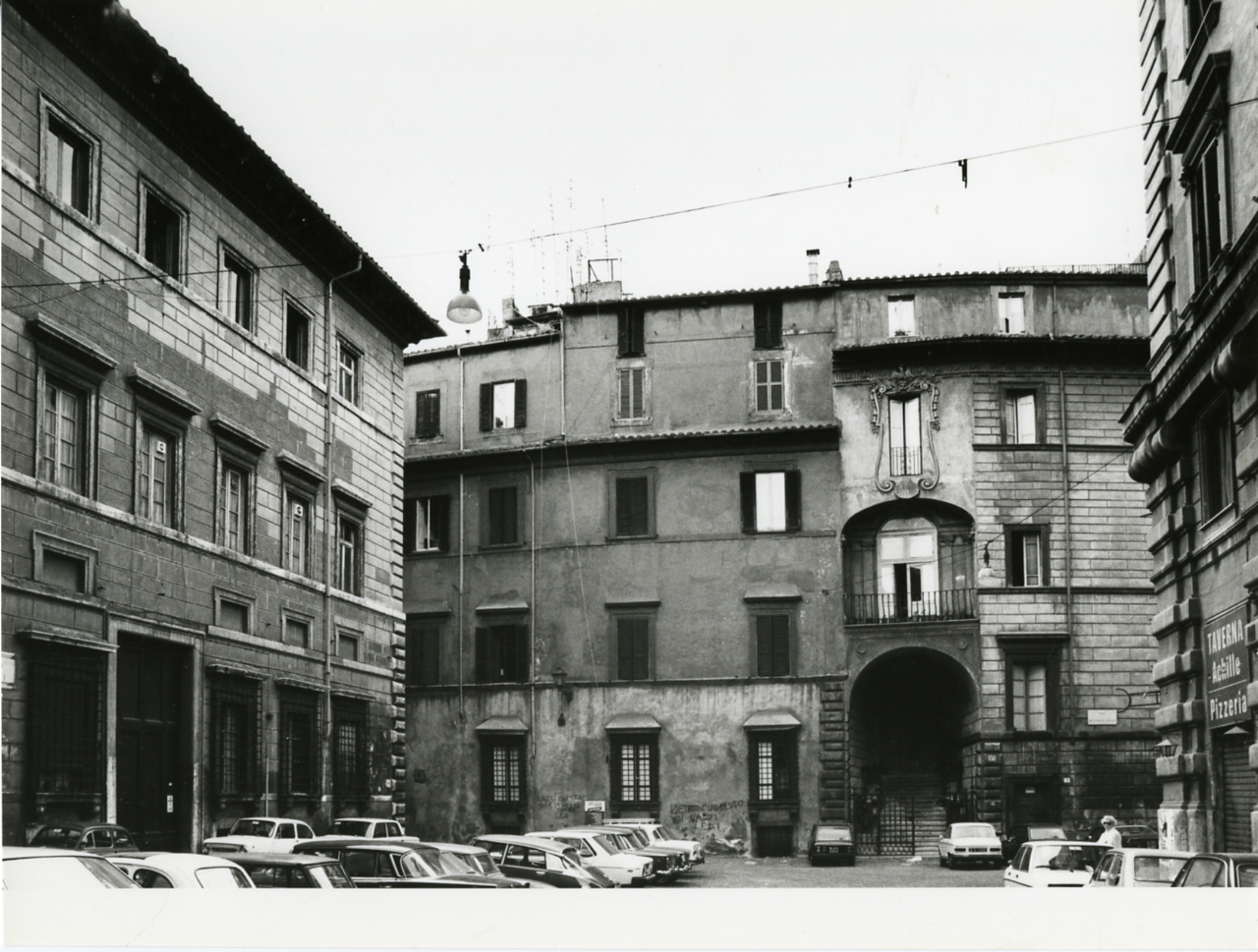
Place Cenci et à gauche le palais des Cenci. Photo par Paolo Monti, 1979

### Origine
Elle prétendait descendre du consul Crescence[réf. à confirmer].
Cencio, fils d'un préfet de Rome, suscita en 1075 une émeute contre le pape Grégoire VII qui fut retenu captif[réf. à confirmer].
Cette famille participa à la première croisade avec Bohémond Ier en la personne de Paolo et Bernardino Cenci[réf. à confirmer].
Le pape Jean X (860-929), surnommé Jean de Tossignano ou Jean Cenci, appartenait à la famille Cenci. Il devient assez jeune l'amant de la puissante Théodora Ire ce qui lui permet de gravir les échelons des ordres ecclésiastiques jusqu'à devenir archevêque de Ravenne puis être couronné pape à Rome[réf. à confirmer].
La famille se divise en plusieurs branches dont la principale est celle des Cenci d'Arenula bien qu'il existe également la branche des Cenci de Florence et celle des Cenci della Regola.[réf. nécessaire]

### Le parricide de Beatrice
Un des célèbres personnages de la famille Cenci est Francesco Cenci, appartenant au Cenci d'Arenula et vivant à la fin du XVIe siècle. De tempérament violent et de comportement immoral, il avait abusé de son épouse et son fils, puis il était sur le point de commettre l'inceste avec Beatrice Cenci. Il avait été emprisonné pour d'autres crimes, mais grâce à la clémence dont les nobles bénéficiaient il avait été rapidement libéré.
Révoltée de tant d'horreurs, sa fille Béatrice, de concert avec deux de ses frères et leur mère Lucrèce, fit assassiner Francesco Cenci en le frappant d'un marteau jusqu'à ce que mort s'ensuive. Accusés de parricide, ils périrent tous quatre sur l'échafaud par la sentence de Clément VIII (1605).
Le supplice de Beatrice Cenci a été reproduit par plusieurs peintres dont Paul Delaroche. On voit aujourd'hui à Rome, dans le palais Colonna, son portrait par Guido Reni. Le poète romantique britannique Percy Bysshe Shelley s'en inspire pour écrire The Cenci. Le romancier Stendhal en tirera un texte, Les Cenci. Antonin Artaud s'inspira de Stendhal et de Shelley pour écrire sa pièce Les Cenci, premier et unique exemplaire du Théâtre de la cruauté.

### Renaissance et époque moderne
Les Cenci d'Arenula s'éteignent au sein de la famille des Cenci Bolognetti qui obtiennent le titre de « prince de Vicovaro »,,.

## Généalogie

### Cenci de Rome puis de Labinie
- Stefano, préfet de Rome au début du XIe siècle.
  - Stefano, assassine le nouveau préfet de Rome en 1077.
  - Cencio ou Crescenzio (mort à Pavie en 1077), opposant au pape Grégoire VII.
    - Tebaldo, seigneur de Baccaricia, Flaiano et Leprignano.
      - Cencio de Cenci
        - Tebaldo di Cencio
        - Pietro di Cencio
        - Florio di Cencio
        - Stefano di Cencio
          - Pietro di Stefano di Cencio ou Pietro di Cencio Labinie
            - Giovanni Cenci de Labinie, propriétaire d'un marais salant
              - Tebaldo Cenci de Labinie
              - Pietro Cenci de Labinie, sénateur romain.
                - Tebaldo Cenci de Labinie, capitaine du peuple de Todi en 1270.
                  - Giuliano Cenci de Labinie, chanoine.
                  - Francesco Cenci de Labinie, chanoine.

                - Giovanni Cenci de Labinie, ancêtre des Cenci d'Arenula.

            - Alessio Cenci de Labinie
            - Andrea Cenci de Labinie

          - Stefano di Stefano di Cencio
            - Romano di Stefano
            - Stefano di Stefano, prieur de la basilique San Silvestro in Capite en 1244.

          - Cinthius di Stefano di Cencio
            - Romano
              - Francesco
                - Nicola, podestat d'Amelia en 1322.
                - Pietro (mort en 1360), chanoine de la basilique des Saints-Apôtres.

            - Angelo, podestat de Foligno en 1264 et 1268.
              - Cinzio
              - Giacomo
                - Giovanni
                - Pietro
                - Tommaso, chanoine de la basilique des Saints-Apôtres.

      - Stefano de Cenci
        - Cencio III

### Cenci Bolognetti
- Virginio Cenci
  - Girolamo II Cenci
  - Tiberio Cenci
    - Virginio Cenci (1700-1755), lointain cousin de Beatrice Cenci.
x Maria Anna Bolognetti, fille du prince de Vicovaro.
      - Girolamo Cenci Bolognetti, prince de Vicovaro.
        - Virginio Cenci Bolognetti (1765-1837), prince de Vicovaro.
          - Salvatore Cenci Bolognetti (1818-1900), patricien romain.
            - Ugo Cenci Bolognetti (1848-1897), patricien romain.
              - Guido Paolo Cenci Bolognetti (1881-1965), prince de Vicovaro.
                - Marozia Isabella Cenci Bolognetti (°1916)
                - Paolo Cenci Bolognetti (1929-1996), prince de Vicovaro.
x Giovanella Malvezzi Campeggi (1931-1991), fille du marquis de Dozza et comte de la Selva, descendante de la famille Barberini.
                  - Fabiola Cenci Bolognetti (°1954)
x Stefano Corsi di Turro e Moggio (°1945), neveu de la princesse de Hohenlohe-Bartenstein.
                    - Isabella Corsi di Turro e Moggio (°1976)
x Ettore Gallelli Benso, cousin de Camillo Benso de Cavour considéré comme le « Père de la patrie italienne ».
                    - Andrea Corsi di Turro e Moggio (°1980)

                  - Domitilla Cenci Bolognetti (°1958)
x Ettore Pedicini (°1960)
                  - Livia Cenci Bolognetti (°1963)
x Claudio Lattanzi (de) (°1962), scénariste

            - Francesco Cenci Bolognetti (1852-1926), patricien romain.
              - Alessandro Cenci Bolognetti (°1888), prince de Vicovaro et marquis de Rocca Priora.